# Real Sociedad de Fútbol (femminile)
La Real Sociedad de Fútbol S.A.D., indicato anche come Real Sociedad de Fútbol Femenino o più semplicemente Real Sociedad, è una squadra di calcio femminile spagnola, sezione femminile dell'omonimo club con sede nella città di San Sebastián, nella provincia basca di Gipuzkoa. Fondata nel 2004, dalla stagione 2006-2007 milita ininterrottamente in Primera División (fino al 2011 nota come Superliga), massima serie del campionato spagnolo. Ha vinto una Coppa della Regina.

## Storia
Il club venne fondato nel 2004 e iscritto al campionato provinciale. Con due promozioni successive nel 2006 raggiunse la Superliga Femenina. Nel corso delle stagioni la Real Sociedad ha concluso il campionato in posizioni di media classifica, raggiungendo il miglior risultato con un quinto posto conseguito al termine della stagione 2015-2016 di Primera División. Nel 2011 raggiunse le semifinali della Coppa della Regina, venendo eliminata per 2-0 dal Barcellona.
Nella stagione 2018-2019, dopo aver concluso la Primera División al settimo posto, ha vinto la Coppa della Regina, primo trofeo della sua storia. Nella finale del 12 maggio 2019, disputatasi allo stadio nuovo de Los Cármenes di Granada, la Real Sociedad ha superato per 2-1 le campionesse di Spagna in carica dell'Atlético Madrid, rimontando lo svantaggio iniziale grazie alle reti realizzate da Kiana Palacios e Nahikari García.

## Palmarès
- Coppa della Regina: 1

2018-2019

## Organico

### Rosa 2022-2023
Rosa, ruoli e numeri di maglia come da sito ufficiale, aggiornati al 18 settembre 2022.
| N. |                      | Ruolo | Calciatrice       |
| -- | -------------------- | ----- | ----------------- |
| 1  | Spagna (bandiera)    | P     | Adriana Nanclares |
| 2  | Spagna (bandiera)    | D     | Iraia Iparragirre |
| 3  | Spagna (bandiera)    | D     | Ana Tejada        |
| 4  | Germania (bandiera)  | D     | Michaela Specht   |
| 5  | Spagna (bandiera)    | D     | Maddi Torre       |
| 6  | Spagna (bandiera)    | D     | Ane Etxezarreta   |
| 7  | Spagna (bandiera)    | A     | Amaiur Sarriegi   |
| 8  | Spagna (bandiera)    | C     | Iris Arnaiz       |
| 9  | Finlandia (bandiera) | A     | Sanni Franssi     |
| 10 | Spagna (bandiera)    | C     | Nerea Eizagirre   |
| 11 | Spagna (bandiera)    | A     | Cecilia Marcos    |
| 12 | Francia (bandiera)   | D     | Jade Le Guilly    |

| N. |                       | Ruolo | Calciatrice       |
| -- | --------------------- | ----- | ----------------- |
| 13 | Spagna (bandiera)     | P     | Elene Lete        |
| 14 | Spagna (bandiera)     | C     | Izarne Sarasola   |
| 16 | Venezuela (bandiera)  | A     | Gaby García       |
| 17 | Serbia (bandiera)     | A     | Allegra Poljak    |
| 18 | Spagna (bandiera)     | A     | Mirari Uria       |
| 19 | Portogallo (bandiera) | C     | Andreia Jacinto   |
| 20 | Norvegia (bandiera)   | A     | Synne Jensen      |
| 21 | Spagna (bandiera)     | C     | Gemma Gili        |
| 22 | Colombia (bandiera)   | D     | Manuela Vanegas   |
| 23 | Spagna (bandiera)     | D     | Alejandra Bernabé |
| 24 | Spagna (bandiera)     | P     | Olatz Santana     |

### Rosa 2021-2022
Rosa, ruoli e numeri di maglia come da sito ufficiale, aggiornati al 10 ottobre 2021.
| N. |                        | Ruolo | Calciatrice       |
| -- | ---------------------- | ----- | ----------------- |
| 1  | Spagna (bandiera)      | P     | Adriana Nanclares |
| 2  | Spagna (bandiera)      | D     | Iraia Iparragirre |
| 3  | Spagna (bandiera)      | D     | Tejada            |
| 4  | Stati Uniti (bandiera) | D     | Clare Pleuler     |
| 5  | Spagna (bandiera)      | D     | Maddi Torre       |
| 6  | Spagna (bandiera)      | D     | Etxezarreta       |
| 7  | Spagna (bandiera)      | A     | Amaiur            |
| 8  | Spagna (bandiera)      | C     | Iris Arnaiz       |
| 9  | Finlandia (bandiera)   | A     | Sanni Franssi     |
| 10 | Spagna (bandiera)      | C     | Nerea Eizagirre   |
| 11 | Spagna (bandiera)      | A     | Cecilia           |
| 16 | Venezuela (bandiera)   | A     | Gaby García       |

| N. |                     | Ruolo | Calciatrice       |
| -- | ------------------- | ----- | ----------------- |
| 17 | Serbia (bandiera)   | A     | Allegra Poljak    |
| 18 | Spagna (bandiera)   | D     | Emma Ramírez      |
| 19 | Spagna (bandiera)   | D     | Nuria Rábano      |
| 21 | Spagna (bandiera)   | C     | Gemma Gili        |
| 22 | Colombia (bandiera) | D     | Manuela Vanegas   |
| 23 | Spagna (bandiera)   | D     | Izarne Sarasola   |
| 25 | Spagna (bandiera)   | P     | Elene Lete        |
| 27 | Spagna (bandiera)   | A     | Mirari Uria       |
| 28 | Spagna (bandiera)   | D     | Laida Balerdi     |
| 29 | Spagna (bandiera)   | C     | Elene Viles       |
| 30 | Spagna (bandiera)   | A     | Claudia Fernández |
| 32 | Spagna (bandiera)   | P     | Olatz Santana     |

### Rosa 2018-2019
Rosa, ruoli e numeri di maglia come da sito della Liga Femenina Iberdrola.
| N. |                    | Ruolo | Calciatrice             |
| -- | ------------------ | ----- | ----------------------- |
| 1  | Spagna (bandiera)  | P     | María Asunción Quiñones |
| 2  | Spagna (bandiera)  | D     | Iraia                   |
| 3  | Spagna (bandiera)  | D     | Sandra Ramajo           |
| 4  | Spagna (bandiera)  | C     | Sara Olaizola           |
| 5  | Spagna (bandiera)  | D     | Maddi                   |
| 6  | Spagna (bandiera)  | C     | Ane Etxezarreta         |
| 7  | Spagna (bandiera)  | A     | Nahikari                |
| 8  | Spagna (bandiera)  | C     | Itxaso                  |
| 9  | Messico (bandiera) | A     | Kiana Palacios          |
| 10 | Spagna (bandiera)  | C     | Nerea Eizagirre         |
| 11 | Spagna (bandiera)  | C     | Marta Cardona           |

| N. |                   | Ruolo | Calciatrice      |
| -- | ----------------- | ----- | ---------------- |
| 12 | Spagna (bandiera) | A     | Manu             |
| 13 | Spagna (bandiera) | P     | Oihana           |
| 14 | Spagna (bandiera) | D     | Leire Baños      |
| 16 | Spagna (bandiera) | A     | Carla Bautista   |
| 17 | Spagna (bandiera) | C     | Chini            |
| 18 | Spagna (bandiera) | D     | Paola Soldevilla |
| 19 | Spagna (bandiera) | D     | Núria Mendoza    |
| 20 | Spagna (bandiera) | D     | Beatriz Beltrán  |
| 24 | Spagna (bandiera) | C     | Ane Campos       |
| 26 | Spagna (bandiera) | C     | Erkuden Lasa     |
| 27 | Spagna (bandiera) | C     | Izarne Sarasola  |